# Арх
Арх (нім. Arch) — громада  в Швейцарії в кантоні Берн, адміністративний округ Зееланд.

## Географія
Громада розташована на відстані близько 25 км на північ від Берна.
Арх має площу 6,4 км², з яких на 16,1% дозволяється будівництво (житлове та будівництво доріг), 51,4% використовуються в сільськогосподарських цілях, 27,2% зайнято лісами, 5,3% не є продуктивними (річки, льодовики або гори).

## Демографія
2019 року в громаді мешкало 1629 осіб (+6,4% порівняно з 2010 роком), іноземців було 7,4%. Густота населення становила 255 осіб/км².
За віковим діапазоном населення розподілялося таким чином: 20,3% — особи молодші 20 років, 59% — особи у віці 20—64 років, 20,7% — особи у віці 65 років та старші. Було 733 помешкань (у середньому 2,2 особи в помешканні).
Із загальної кількості 585 працюючих 31 був зайнятий в первинному секторі, 336 — в обробній промисловості, 218 — в галузі послуг.